# Pamparaptor
Pamparaptor – rodzaj teropoda z grupy deinonychozaurów (Deinonychosauria) żyjącego w późnej kredzie na terenach Ameryki Południowej. Został opisany w 2011 roku przez Juana Porfiriego i współpracowników w oparciu o dobrze zachowane, połączone stawowo kości lewej stopy (MUCPv-1163). Zostały odkryte w 2005 roku przez Diego Rosalesa w datowanych na turon-koniak osadach formacji Portezuelo nad jeziorem Barreales w argentyńskiej prowincji Neuquén. W 2007 roku Porfiri i in. przypisali je do rodzaju Neuquenraptor, uważając, że należą one do młodocianego osobnika, jednak późniejsza preparacja skamieniałości wykazała, że reprezentują one odrębny takson. III kość śródstopia mierzy 9,3 cm długości, co sugeruje, że całe zwierzę osiągało długość 50-70 cm. Porfiri i wsp. zaklasyfikowali pamparaptora jedynie jako deinonychozaura, jednak stwierdzili, że prawdopodobnie jest bardzo bazalnym dromeozaurydem ze stopą przypominającą stopy troodontów.
Nazwa rodzajowa Pamparaptor pochodzi od Indian Pampa, którzy żyli na terenach środkowej Argentyny, oraz łacińskiego słowa raptor, oznaczającego „rabuś”. Epitet gatunkowy gatunku typowego, micros, odnosi się do niewielkich rozmiarów pamparaptora.